# Jag har hört Jesu stämma
Jag har hört Jesu stämma är en kör med text från 1935 av Gösta Blomberg och musik från 1961 av J Molley eller möjligen J Molloy(?).

## Publicerad som
- Nummer 62 i Frälsningsarméns sångbok 1968 under rubriken "Bön".